# Marcin Komenda
Marcin Komenda (ur. 24 maja 1996 w Krakowie) – polski siatkarz, reprezentant kraju, grający na pozycji rozgrywającego.

## Sukcesy klubowe

### młodzieżowe
Mistrzostwa Polski Kadetów:
- 2013

Młoda Liga:
- 2014

### seniorskie
Puchar Challenge:
- 2025[4]

Mistrzostwo Polski:
- 2025[5]

## Sukcesy reprezentacyjne
Liga Narodów:
- 2025[6]
- 2019, 2024[7]

Mistrzostwa Europy:
- 2019

Puchar Świata:
- 2019